# 普罗寺
普罗寺是一座位于曼谷沙吞县的大宗派佛寺。这座寺庙还保留了孟族的传统，僧侣也会使用孟语进行祈祷或布道。

## 历史
1927年，从缅甸勃固移民而来的孟人建造了普罗寺。因此，寺庙的建筑具有孟族艺术风格。

## 建筑景观
殿内有一尊白玉佛像，还有一座装有佛舍利的角形佛塔及进行内观禅修的建筑物。入口处有一根孟族寺庙风格的天鹅柱。